# Sainte-Maure-de-Touraine (Frankrijk)
Sainte-Maure-de-Touraine is een gemeente in het Franse departement Indre-et-Loire (regio Centre-Val de Loire). De plaats maakt deel uit van het arrondissement Chinon. Sainte-Maure-de-Touraine telde op 1 januari 2022 4.118 inwoners.
De plaats is bekend door de geitenkaas Sainte-Maure de Touraine.

## Geografie
De oppervlakte van Sainte-Maure-de-Touraine bedroeg op 1 januari 2022 40,41 vierkante kilometer; de bevolkingsdichtheid was toen 101,9 inwoners per km². De Manse stroomt door de gemeente.

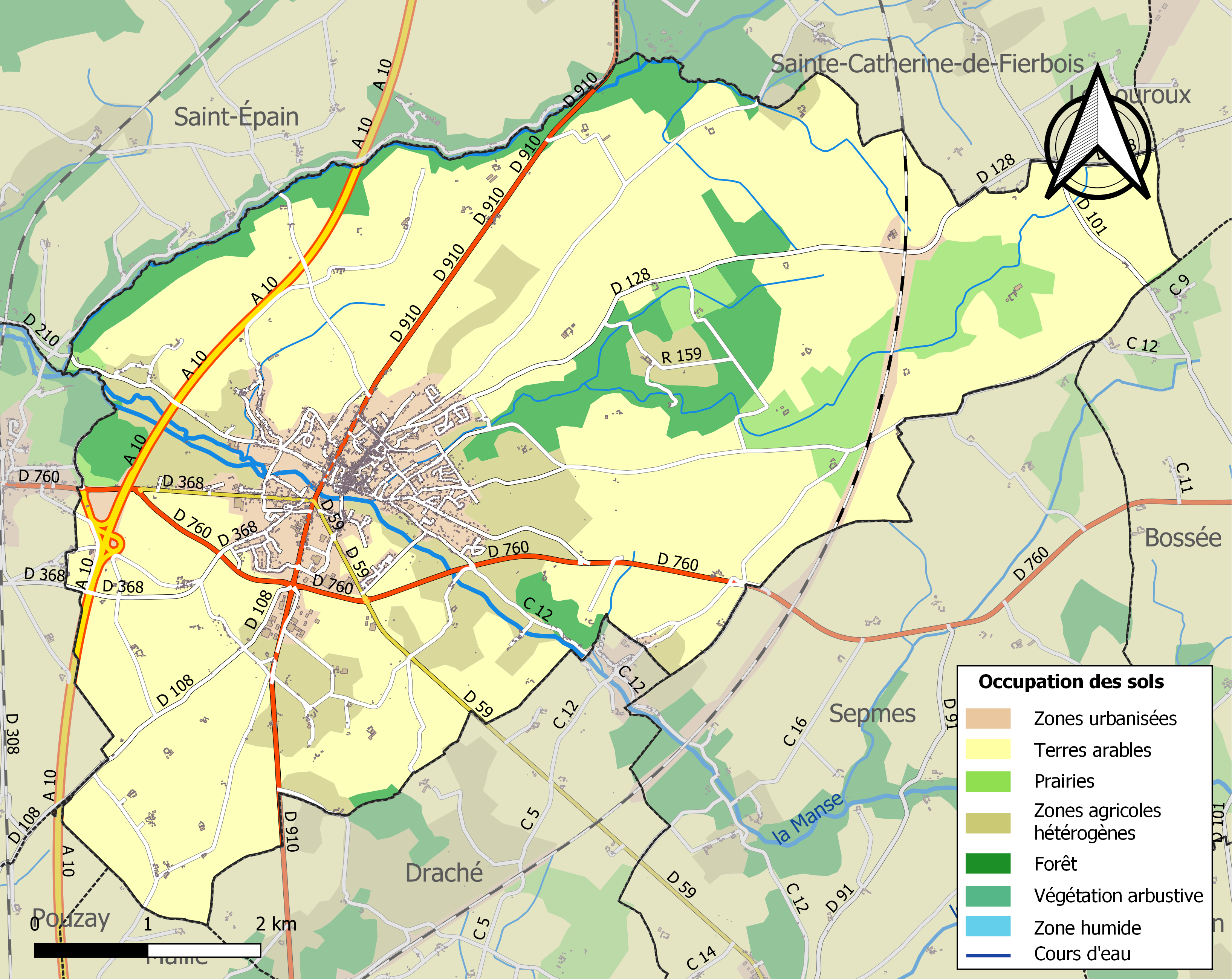
Kaart van de gemeente met de belangrijkste infrastructuur, bodemgebruik en omliggende gemeenten

## Demografie
Onderstaande figuur toont het verloop van het inwonertal (bron: INSEE-tellingen).

## Saint-Mesmin
De 11e-eeuwse kapel van de voormalige priorij Saint-Mesmin is beschermd als monument historique. De priorij werd gesticht omstreeks 1050 vanuit de Abdij Saint-Mesmin van Mici bij Orléans. Hugues I van Saint-Maure schonk een terrein aan deze abdij om er een klooster op te bouwen. In 1542 werd een deel van de priorijgebouwen afgebroken bij de bouw van een muur rond de stad Sainte-Maure. In 1761 werd de kapel gesloten voor het publiek omdat deze te bouwvallig was. Na de Franse Revolutie werd de kapel verkocht en kwam ze in privé-bezit. De huidige kapel in romaanse stijl was maar een deel van de vroegere kloosterkerk.

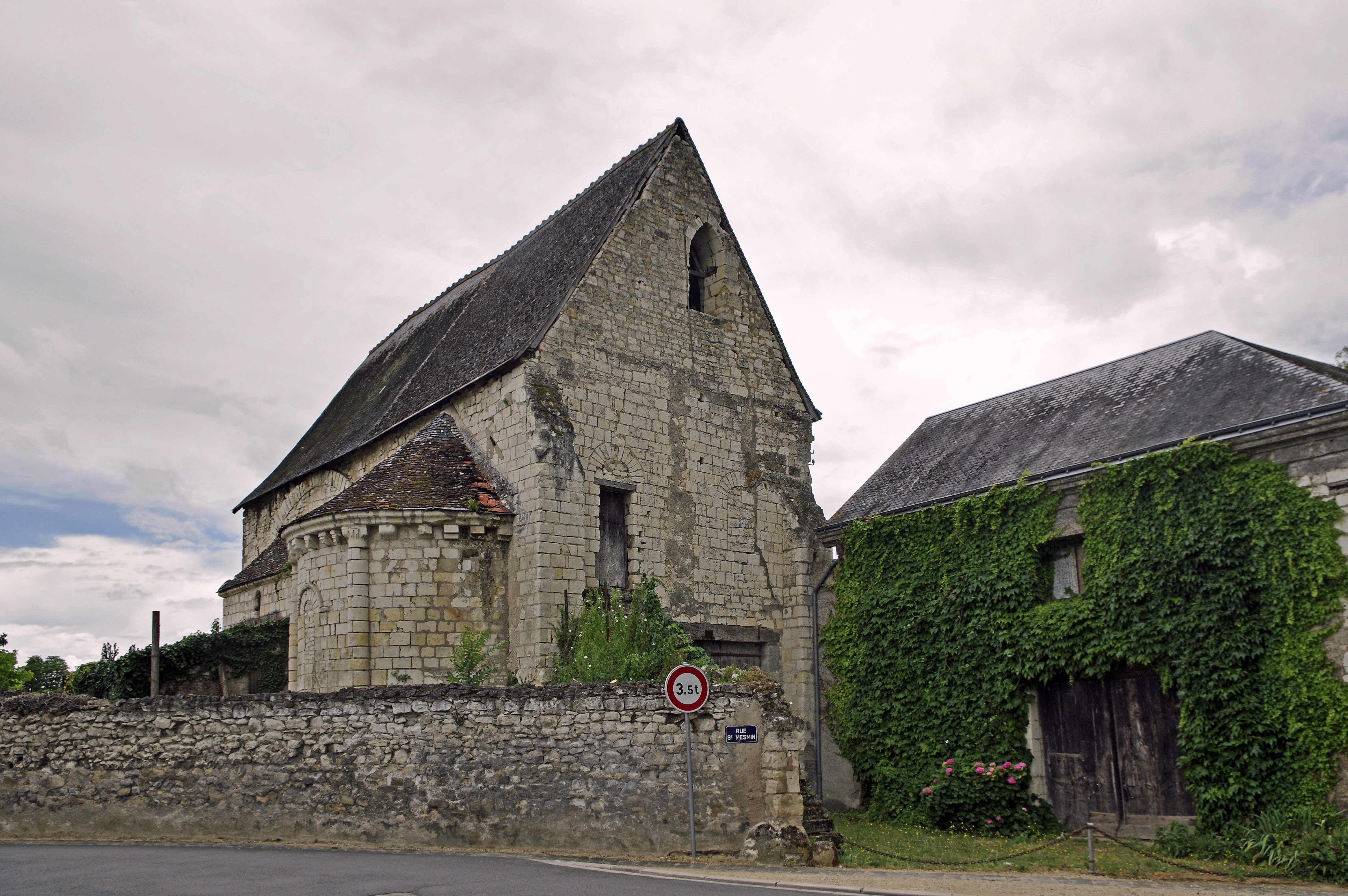
Kapel Saint-Mesmin